# Liste de musées au Vietnam
Cet article liste de façon non exhaustive les musées du Vietnam.

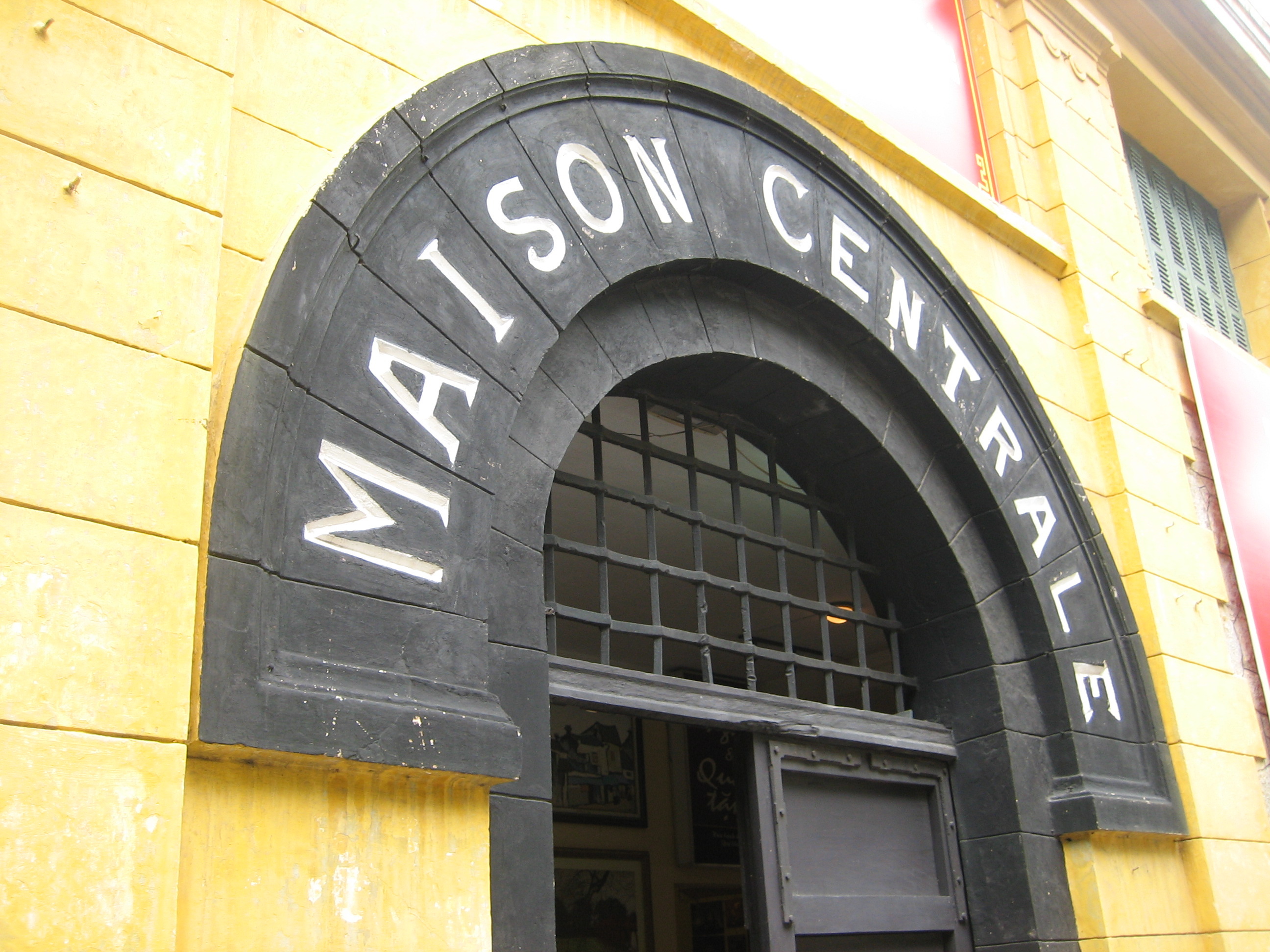
La prison Hỏa Lò à Hanoï.

## Liste
| Musée                                                                     | Image | Lieu              |
| ------------------------------------------------------------------------- | ----- | ----------------- |
| Precious Heritage Art Gallery Museum                                      |       | Hội An            |
| Musée de Cần Thơ (en)                                                     |       | Cần Thơ           |
| Musée de la Sculpture cham                                                |       | Da Nang           |
| Centre d'Art contemporain de Hanoï (en)                                   |       | Hanoï             |
| Prison Hỏa Lò                                                             |       | Hanoï             |
| Musée de Hanoï                                                            |       | Hanoï             |
| Musée de Hô Chi Minh-Ville                                                |       | Hô Chi Minh-Ville |
| Musée Hồ Chí Minh                                                         |       | Hanoï             |
| Musée des beaux arts royaux (en)                                          |       | Hué               |
| Musée national d'Histoire du Vietnam                                      |       | Hanoï             |
| Musée d'Histoire du Viêt Nam                                              |       | Hô Chi Minh-Ville |
| Nhatranglive (en)                                                         |       | Nha Trang         |
| Musée de la culture Sa Huỳnh (en)                                         |       | Hội An            |
| Musée de la céramique de Hoi An (en)                                      |       | Hội An            |
| Musée des Beaux-Arts de Saïgon                                            |       | Hô Chi Minh-Ville |
| Musée des forces aériennes populaires du Vietnam à Hô Chi Minh-Ville (en) |       | Hô Chi Minh-Ville |
| Musée des vestiges de guerre                                              |       | Hô Chi Minh-Ville |
| Quai du Dragon                                                            |       | Hô Chi Minh-Ville |
| Musée d’ethnographie du Viêt Nam                                          |       | Hanoï             |
| Musée des Beaux-Arts du Viêt Nam                                          |       | Hanoï             |
| Musée d'histoire militaire du Vietnam (en)                                |       | Hanoï             |
| Musée de la Révolution du Vietnam (en)                                    |       | Hanoï             |
| Musée des Femmes du Viêt Nam                                              |       | Hanoï             |
| Musée des forces aériennes populaires du Vietnam à Hanoï (en)             |       | Hanoï             |
| Maison ancienne                                                           |       | Hanoï             |
| Musée Yersin (en)                                                         |       | Nha Trang         |